# Encyclia cyperifolia
Encyclia cyperifolia är en orkidéart som först beskrevs av Charles Schweinfurth, och fick sitt nu gällande namn av Germán Carnevali och Ivón Mercedes Ramírez Morillo. Encyclia cyperifolia ingår i släktet Encyclia och familjen orkidéer. Inga underarter finns listade i Catalogue of Life.